# XXL (detaljhandelskedja)
XXL är en norsk sporthandelskedja, grundad år 2001, med 31 butiker i Norge, 26 i Sverige, 17 i Finland och 5 i Österrike.

## Historik
Verksamheten grundades i Norge 2001 av bröderna Öyvind och Tore Tidemandsen via familjeföretaget Dolphin. 2010 etablerades de första butikerna i Sverige. Företaget börsintroducerades på Oslobörsen under 2014, första handelsdagen var 8 oktober 2014 och aktien går under förkortningen XXL.
På grund av hälsoskäl köpte Öyvind Tidemandsen 2016 ut brodern Tore ur verksamheten och familjeföretaget för 1,1 miljarder NOK.
Företaget tillhandahåller även internetbutik i Danmark.
XXL Sport och Vildmark har de senaste åren haft en mycket aggressiv strategi med låga priser, stort sortiment och hög tillväxt i både omsättning, vinst och antal butiker.

## VD och ledningsgrupp
Freddy Sobin har varit vd för XXL sedan maj 2023. Sobin kommer senast från posten som vd för Kicks Group och var tidigare vd för Consortio Fashion Group, med Bubbleroom som det mest kända varumärket.  Han har också varit styrelseordförande för Outnorth. 
Håkan Lundstedt valdes till styrelseordförande i juni 2023. Lundstedt är vd för Synsam och har tidigare varit vd för Mekonomen och Lantmännen. Han efterträdde Hugo Maurstad, som varit ordförande sedan 2019.

## Ägande
De största ägarna i XXL från och med maj 2023 är förvärvsfonder som förvaltas av Altor Equity Partners, grundaren Øivind Tidemansen (Dolphin Management), investeringsfonden Odin och Ferd AS.

## E-handel
XXL har sedan år 2012 erbjudit möjligheten för sina kunder på alla sina marknader att handla sina produkter via nätet. Företaget har satsat hårt på näthandeln och förutspår en fortsatt ökad konsumtion över internet framöver. Under fjärde kvartalet 2020 kom 25 procent av koncernens omsättning från näthandel, en uppgång på 17,6 procent jämfört med fjärde kvartalet år 2019.

## Börsnotering
XXL Sport och Vildmark börsnoterades den 3 oktober 2014 på Oslobörsen i Norge för ett introduktionspris på 58 NOK/ aktie. Året efter börsintroduktionen sålde det svenska riskkapitalbolaget EQT sin ägarandel i XXL, där man varit ägare sedan år 2010.

## Framtidsplaner
XXL är ett tillväxtbolag och har stora planer på att expandera i Europa. Från att endast ha verkat i Norden under många år valde man att gå in i centraleuropa, närmare bestämt i Shopping City Süd i Wien, Österrike i augusti 2017. Den 9 oktober öppnade den andra butiken i Österrike, även denna i Wien, Donau Zentrum. Den tredje XXL-butiken i landet kommer att placeras i Linz. Alpregionen är en marknad som liknar den nordiska på många sätt, bland annat vad gäller konsumtionsmönster, inkomster och kultur. XXL hade planer på att öppna 7-10 butiker under år 2018, och planerad att hålla liknande expansionstakt de kommande åren. VD Fredrik Steenbuch har dock påpekat och indikerat under presentationer av kvartalsrapporter under 2017, att den framtida tillväxttakten av butiker kan komma att sänkas framöver då e-commerce är starkt växande och detta påverkar handel i fysiska butiker negativt. Det finns planer på att öppna fysiska butiker i Danmark framöver.